# Geoffrey Parsons
Geoffrey Parsons, nome d'arte di Geoffrey Penwill Parsons (Sydney, 15 giugno 1929 – Londra, 26 gennaio 1995), è stato un pianista australiano, molto noto come accompagnatore di cantanti e strumentisti. Dopo il ritiro di Gerald Moore, fu considerato il pianista migliore per l'accompagnamento di cantanti specializzati nell'esecuzione di lied.

## Biografia
Geoffrey Parsons nacque a Sydney nel sobborgo di Ashfield, da una famiglia di modeste origini. Egli aveva due fratelli maggiori ed una famiglia estesa molto numerosa. Iniziò lo studio dell'architettura ma prevalse poi il suo amore per la musica. Studiò con Winifred Burston (un allievo di Ferruccio Busoni) al Conservatorio di Sydney dal 1941 al 1948, e con la supervisione di Eugene Goossens. Vinse l'Australian Broadcasting Corporation Instrumental and Vocal Competition nel 1947, eseguendo il Concerto n. 2 di Johannes Brahms. Compì una tournée in Australia con Essie Ackland nel 1948, e nel 1950 si recò in Gran Bretagna dove accompagnò il baritono Peter Dawson. Terminato il ciclo di sei concerti, Parsons rimase a Londra, adattandosi a fare del piano bar. Ciò gli consentì di incontrare Anne Ziegler e Webster Booth, che gli consentirono di rimanere in terra britannica.
Una esecuzione di Winterreise di Franz Schubert con Gerhard Hüsch, nel suo primo concerto londinese, gli consentì di essere invitato a Monaco di Baviera come accompagnatore permanente di Hüsch, dove si esibirono quasi tutte le sere. Li egli studiò con Friedrich Wührer nel 1956. Nel 1961, accompagnò per la prima volta Elisabeth Schwarzkopf alla Royal Festival Hall e successivamente divenne il suo abituale accompagnatore. Fra i cantanti da lui accompagnati si ricordano Victoria de los Ángeles, Nicolai Gedda, Rita Streich, Birgit Nilsson, Hans Hotter, Hugues Cuénod, Norman Bailey e Janet Baker.
Con il passar del tempo divenne l'accompagnatore di giovani cantanti come Thomas Hampson, Olaf Bär, Barbara Bonney, Thomas Allen, Jessye Norman e Bryn Terfel. Alcuni di questi come Susan Kessler, Yvonne Kenny, Felicity Lott e Ann Murray furono  anche allievi del cantante Erich Vietheer per lungo tempo partner di Parsons.
Geoffrey Parsons accompagnò anche alcuni dei più importanti strumentisti come Nathan Milstein, Ruggiero Ricci, Paul Tortelier, Wanda Wiłkomirska e Ida Haendel. Gli artisti che egli accompagnò apprezzarono la sua grande musicalità e la sua autorevolezza del tutto nuova nel ruolo del pianista accompagnatore. Questo portò a che venisse riconosciuto come pianista accompagnatore ideale tanto da farlo esibire in più di 40 nazioni in cinque continenti, e partecipare ai maggiori festival musicali in campo mondiale. Registrò innumerevoli opere lasciando un gran numero di incisioni discografiche.
Rimase molto legato alla sua patria per l'intera sua carriera, portando in Australia alcuni dei cantanti più famosi del tempo e degli strumentisti con cui faceva duo. Nel corso della sua carriera fece ben 31 tournée in Australia fra il 1957 ed il 1993.
Nel 1967 e nel 1969, fu uno dei quattro clavicembalisti, gli altri furono Eileen Joyce, Simon Preston, George Malcolm (1967), e Raymond Leppard (1969), che suonarono con l'Academy of St. Martin in the Fields diretta da Neville Marriner. Nel 1969, apparve con Eileen Joyce in un recital per due pianoforti alla High Commission of Australia in London.
Nel 1973 accompagnò Birgit Nilsson nel suo primo recital di lied alla Sydney Opera House. Accompagnò anche Wanda Wiłkomirska nella prima esibizione di un duo violino e pianoforte in quel teatro. Durante gli innumerevoli suoi ritorni in Australia, tenne diverse masterclasses al Sydney Conservatorium of Music.
Il 29 novembre 1981, apparve nuovamente con Eileen Joyce, in un concerto di beneficenza alla Royal Opera House, Covent Garden.
L'ultimo suo concerto in Australia fu con Olaf Bär in Winterreise nella Melba Hall dell'University of Melbourne nel 1993.
Venne nominato Officer dell'Order of the British Empire nel 1977 e Officer (AO) dell'Order of Australia nel 1990.